# 福間良明
福間 良明（ふくま よしあき、1969年 - ）は、日本の社会学者。京都大学教育学研究科教授、専門は歴史社会学、メディア史。

## 経歴
1969年、熊本県熊本市生まれ。同志社大学文学部卒業後、同志社大学大学院文学研究科修士課程修了、2003年京都大学大学院人間環境学研究科博士後期課程を修了した。「「辺境」に映るナショナリティ 「日本」という空間の融解/再構築」で博士（人間・環境学）を取得する。
2004年香川大学経済学部講師、2005年助教授（2007年に准教授へと変更される）、2008年立命館大学産業社会学部准教授を経て、2013年同教授を務める。2025年4月京都大学大学院教育学研究科教授 。

## 受賞歴
- 2007年、第1回内川芳美記念マス・コミュニケーション学会賞 - 『「反戦」のメディア史』に対して[2]
- 2017年、サントリー学芸賞 - 『「働く青年」と教養の戦後史――「人生雑誌」と読者のゆくえ』に対して[3]

## 著書

### 単著
- 『辺境に映る日本――ナショナリティの融解と再構築』（柏書房, 2003年）
- 『「反戦」のメディア史――戦後日本における世論と輿論の拮抗』（世界思想社, 2006年）
- 『殉国と反逆――「特攻」の語りの戦後史』（青弓社, 2007年）
- 『「戦争体験」の戦後史――世代・教養・イデオロギー』（中央公論新社〈中公新書〉, 2009年）
- 『焦土の記憶――沖縄・広島・長崎に映る戦後』（新曜社, 2011年）
- 『二・二六事件の幻影――戦後大衆文化とファシズムへの欲望』（筑摩書房, 2013年）
- 『「聖戦」の残像――知とメディアの歴史社会学』（人文書院, 2015年）
- 『「戦跡」の戦後史――せめぎあう遺構とモニュメント』（岩波書店〈岩波現代全書〉, 2015年8月）
- 『「働く青年」と教養の戦後史―「人生雑誌」と読者のゆくえ』（筑摩選書, 2017年）
- 『「勤労青年」の教養文化史』（岩波新書, 2020年4月）
- 『戦後日本、記憶の力学――「継承という断絶」と無難さの政治学』（作品社, 2020年7月）
- 『司馬遼太郎の時代――歴史と大衆教養主義』（中公新書, 2022年10月）
- 『西岡竹次郎の雄弁――苦学経験と「平等」の逆説』（創元社「近代日本メディア議員列伝」, 2024年7月）

### 編著
- 『蓑田胸喜全集（6）国防哲学』（柏書房, 2004年）

### 共編著
- （吉村和真）『「はだしのゲン」がいた風景――マンガ・戦争・記憶』（梓出版社, 2006年）
- （難波功士・谷本奈穂）『博覧の世紀――消費／ナショナリティ／メディア』（梓出版社, 2009年）
- （野上元）『戦争社会学ブックガイド――現代世界を読み解く132冊』（創元社, 2012年）
- （野上元・石原俊）『戦争社会学の構想――制度・体験・メディア』（勉誠出版, 2013年）
- （山口誠）『「知覧」の誕生――特攻の記憶はいかに創られてきたのか』（柏書房, 2015年）

### 訳書
- ナンシー・スノー『情報戦争――9・11以降のアメリカにおけるプロパガンダ』（岩波書店, 2004年）